# Ms. Koizumi Loves Ramen Noodles
Ms. Koizumi Loves Ramen Noodles (jap. ラーメン大好き小泉さん Rāmen daisuki Koizumi-san) – manga autorstwa Naru Narumi, publikowana na łamach magazynu „Manga Life Storia” wydawnictwa Takeshobō od września 2013 do lipca 2019. Następnie seria została przeniesiona do magazynu internetowego „Storia Dash”, gdzie ukazywała się od września 2019 do lutego 2024. Kolejne rozdziały mangi są publikowane od października tego samego roku w czasopiśmie „Gekkan Shōnen Champion” wydawnictwa Akita Shoten.
Na jej podstawie powstała 4-odcinkowa TV drama emitowana od czerwca do lipca 2015. Na bazie mangi studia Gokumi i AXsiZ wyprodukowały także serial anime, który emitowano od stycznia do marca 2018.

## Fabuła
Koizumi jest czczona w swojej klasie niemal jak bogini ze względu na swą imponującą urodę, ale pozostaje tajemnicą, ponieważ z własnej woli z nikim się nie porozumiewa. Jednak jej koleżanka Yuu chce ją lepiej poznać i niespodziewanie odkrywa wielką pasję Koizumi – ramen. Obie wyruszą w podróż po mieście, by poznawać nowe smaki i spróbować nawiązać przyjaźń.

## Bohaterowie
- Koizumi (jap. 小泉)

Seiyū: Ayana Taketatsu 
- Yuu Ohsawa (jap. 大澤 悠 Ōsawa Yū)

Seiyū: Ayane Sakura 
- Misa Nakamura (jap. 中村 美沙 Nakamura Misa)

Seiyū: Akari Kitō 
- Jun Takahashi (jap. 高橋 潤 Takahashi Jun)

Seiyū: Yumi Hara 
- Shuu Ohsawa (jap. 大澤 修 Ōsawa Shū)

Seiyū: Yūichi Nakamura 
- Ayane Ohsawa (jap. 大澤 絢音 Ōsawa Ayane)

Seiyū: Kana Ueda 

## Manga
Pierwszy rozdział mangi opublikowano 30 września 2013 w magazynie „Manga Life Storia” wydawnictwa Takeshobō. Po zakończeniu wydawania czasopisma, 30 lipca 2019 serię przeniesiono do internetowego magazynu „Storia Dash. Publikację w „Storia Dash” zakończono 23 lutego 2024, a wznowienie serializacji nastąpiło 8 października 2024 w magazynie „Gekkan Shōnen Champion” wydawnictwa Akita Shoten.
| Nr | Data wydania (język japoński) | ISBN (język japoński)  |
| -- | ----------------------------- | ---------------------- |
| 1  | 7 października 2014           | ISBN 978-4-81-248798-3 |
| 2  | 14 lutego 2015                | ISBN 978-4-80-195084-9 |
| 3  | 7 października 2015           | ISBN 978-4-80-195361-1 |
| 4  | 17 czerwca 2016               | ISBN 978-4-80-195559-2 |
| 5  | 30 marca 2017                 | ISBN 978-4-80-195797-8 |
| 6  | 30 stycznia 2018              | ISBN 978-4-80-196166-1 |
| 7  | 30 listopada 2018             | ISBN 978-4-80-196453-2 |
| 8  | 30 września 2019              | ISBN 978-4-80-196752-6 |
| 9  | 28 sierpnia 2020              | ISBN 978-4-80-197041-0 |
| 10 | 30 września 2021              | ISBN 978-4-80-197418-0 |
| 11 | 11 lipca 2023                 | ISBN 978-4-80-198090-7 |
| 12 | 6 grudnia 2024                | ISBN 978-4-253-29716-5 |
| 13 | 8 kwietnia 2025               | ISBN 978-4-253-29718-9 |

## TV drama
4-odcinkowa TV drama, wyprodukowana przez Kyōdo Television i wyreżyserowana przez Tsukuru Matsukiego, była emitowana od 27 czerwca do 18 lipca 2015 na antenie Fuji TV. 4 stycznia 2016 wyemitowano odcinek specjalny z okazji Nowego Roku, a 30 grudnia 2016 – specjalny odcinek sylwestrowy. Motywem przewodnim serialu jest utwór „Ramen daisuki Koizumi-san no uta” (jap. ラーメン大好き小泉さんの唄) w wykonaniu Magnolia Factory. Kolejne odcinki specjalne ukazały się 27 marca 2020 oraz 8 stycznia 2022.

## Anime
12-odcinkowy telewizyjny serial anime na bazie mangi był emitowany w Japonii między 4 stycznia a 22 marca 2018. Za produkcję odpowiadały studia Gokumi i AXsiZ, reżyserem został Kenji Seto, scenariusz napisał Tatsuya Takahashi, a projekty postaci wykonał Takuya Tani. Motywem otwierającym jest „Feeling Around” autorstwa Minori Suzuki, a końcowym „Love Men Holic” w wykonaniu Shieny Nishizawy. Prawa do streamingu serii nabył Crunchyroll.